# Josef Waldl

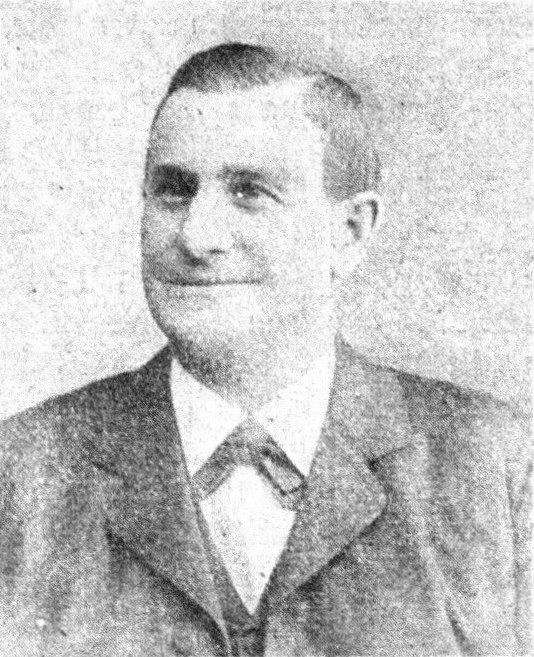
Josef Waldl

Josef Waldl (* 16. August 1852 in Pucking, Oberösterreich; † 18. April 1934 in Linz) war ein österreichischer Politiker der Christlichsozialen Partei (CSP).

## Ausbildung und Beruf
Nach dem Besuch der Volksschule wurde er Gutsbesitzer.

## Politische Funktionen
- 1900–1919: Bürgermeister von Pucking
- 1907–1918: Abgeordneter des Abgeordnetenhauses im Reichsrat (XI. und XII. Legislaturperiode), Wahlbezirk Österreich ob der Enns 17, Christlichsoziale Vereinigung deutscher Abgeordneter
- 1907–1918, 1919–1925: Abgeordneter zum Oberösterreichischen Landtag (X., XI. und XII. Wahlperiode),  Wahlbezirk Steyr
- 1918–1919: Mitglied der Provisorischen Landesversammlung Oberösterreichs
- 1918–1925: Landesrat

## Politische Mandate
- 21. Oktober 1918 bis 16. Februar 1919: Mitglied der Provisorischen Nationalversammlung, CSP